# 21 cm 18호 구포

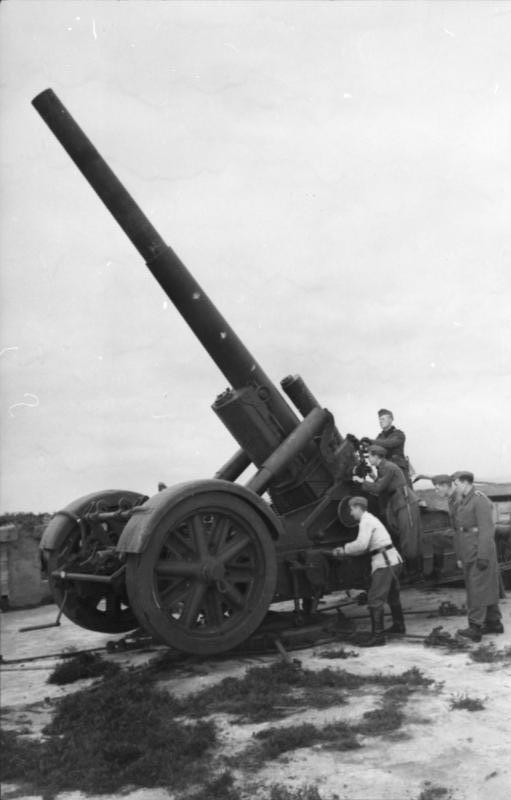
1941년, 노르웨이에서 해안포로 배치된 Mörser 18.

21 cm 18호 구포(21 cm Mörser 18)는 1939년 개발된 제2차 세계 대전 당시 나치 독일군의 중곡사포이다. 주로 독립 포병대대에 배치하여 사용하거나 해안포로 이용했다. 제1차 세계 대전 당시에 쓰였던 21 cm 16호 구포을 개량해서 만들었으며, 길이는 6.51m이다.

## 참고 문헌
- Engelmann, Joachim and Scheibert, Horst. Deutsche Artillerie 1934–1945: Eine Dokumentation in Text, Skizzen und Bildern: Ausrüstung, Gliederung, Ausbildung, Führung, Einsatz. Limburg/Lahn, Germany: C. A. Starke, 1974
- Hogg, Ian V. German Artillery of World War Two. 2nd corrected edition. Mechanicsville, PA: Stackpole Books, 1997 ISBN 1-85367-480-X